# Rejon kałuski (1940–2020)
Rejon kałuski – rejon w składzie obwodu iwanofrankowskiego.
Został utworzony w 1939, jego powierzchnia wynosi 647 km². Władze rejonu znajdują się w Kałuszu.

## Spis miejscowości
- Babin Średni (Середній Бабин)
- Babin Zarzeczny (Бабин-Зарічний)
- Bednarów (Боднарів)
- Bereżnica (Бережниця)
- Bołochów (Болохів)
- Ćwitowa (Цвітова)
- Dąbrowa (Діброва)
- Dobrowlany (Добровляни)
- Dołha Wojniłowska (Довгий Войнилів)
- Dołhe Kałuskie (Довге-Калуське)
- Dołpotów (Довпотів)
- Dołżka (Довжка)
- Dubowica (Дубовиця)
- Grabówka (Грабівка)
- Hołyń (Голинь)
- Humenów (Гуменів)
- Iwankowa (Іванкова)
- Jaworówka (Яворівка)
- Kadobna (Кадобна)
- Kałusz (Калуш)
- Kopanki (Копанки)
- Kropiwnik (Кропивник)
- Kudłatówka (Кудлатівка)
- Kulinka (Кулинка)
- Łuka (Лука)
- Mościska (Мостище)
- Moszkowce (Мошківці)
- Mysłów (Мислів)
- Niegowce (Негівці)
- Nowica (Новиця)
- Pawlikówka (Павликівка)
- Perekosy (Перекоси)
- Podmichale (Підмихайля)
- Pójło (Пійло)
- Przewoziec (Перевозець)
- Rypianka (Ріп'янка)
- Seredne (Середня)
- Siwka Kałuska i Ugartsthal (Сівка-Калуська)
- Siwka Wojniłowska (Сівка-Войнилівська)
- Słobódka (Слобідка)
- Stańkowa (Станькова)
- Stefanówka (Степанівка)
- Studzianka[2] (Студінка)
- Tomaszowce (Томашівці)
- Tużyłów (Тужилів)
- Uhrynów Stary (Старий Угринів)
- Uhrynów Średni (Середній Угринів)
- Wierzchnia (Верхня)
- Wistowa (Вістова)
- Wojniłów (Войнилів)
- Wylky (Вилки)
- Zawadka (Завадка)
- Zawój (Завій)
- Zbora (Збора)
- Zełenyj Jar (Landestreu, Зелений Яр)